# Dušan Radolský
Dušan Radolský (ur. 13 listopada 1950 w Trnawie) – słowacki piłkarz występujący na pozycji środkowego obrońcy, oraz trener piłkarski.

## Życiorys
Jako zawodnik grał w kilku pierwszo- i drugoligowych klubach czechosłowackich (Spartak Trnava, Dukla Bańska Bystrzyca, Dukla Tábor i VTJ Kroměříž). Piłkarską karierę zakończył w wieku dwudziestu czterech lat z powodu kontuzji kolana. Pracę szkoleniową rozpoczął w drugiej połowie lat 80. jako asystent trenera w Spartaku Trnava. Później samodzielnie prowadził DAC Dunajską Stredę, RH Cheb, Sigmę Ołomuniec, FC Koszyce, z którym zdobył wicemistrzostwo kraju, oraz MŠK Žilinę.
W 1997 roku na trzy lata związał się ze Słowackim Związkiem Piłki Nożnej. Został selekcjonerem reprezentacji młodzieżowej, z którą – po porażce z Hiszpanią 0:1 – zajął czwarte miejsce na odbywających się na Słowacji mistrzostwach Europy oraz wywalczył awans na Igrzyska Olimpijskie w Sydney. W 1998 roku przez dwa miesiące jako trener tymczasowy prowadził również dorosłą reprezentację, m.in. w towarzyskim meczu z Polską, wygranym przez podopiecznych Janusza Wójcika 3:1.
Po rozstaniu z kadrą U-21 pracował krótko w klubie ze Zjednoczonych Emiratów Arabskich Al-Shabab oraz w FC Synot Stare Mesto i Slovanie Bratysława. W lutym 2003 roku piłkarze Slovanu brali udział w obozie przygotowawczym na Cyprze. Jednym z ich sparingpartnerów był zespół Dyskobolia Grodzisk Wielkopolski. Prezesowi Zbigniewowi Drzymale spodobał się styl gry Słowaków i kilka miesięcy później, zaraz po tym jak prowadzona przez Bogusława Kaczmarka Dyskobolia zdobyła wicemistrzostwo Polski, postanowił zmienić trenera. Miejsce Kaczmarka zajął Rádolský.
Prawie trzy lata spędzone w Grodzisku Wielkopolskim okraszone zostały zdobyciem drugiego w historii klubu wicemistrzostwa (2004–2005) oraz pierwszego Pucharu Polski (2005). Ponadto zespół, w którym wówczas grali m.in. Mariusz Liberda, Sebastian Mila, Tomasz Wieszczycki, Andrzej Niedzielan i Grzegorz Rasiak w sezonie 2003–2004 dotarł do III rundy Pucharu UEFA. Wyeliminował m.in. Herthę Berlin (0:0, 1:0) oraz Manchester City (1:1, 0:0). W meczach trzeciej rundy podopieczni Rádolský'ego nie dali rady Girondins Bordeaux (0:1, 1:4). Dzięki efektywnym występom w Pucharze UEFA wielu piłkarzy Dyskobolii wkrótce otrzymało propozycje pracy w klubach zagranicznych. W październiku 2005 roku po kilku porażkach w lidze trener złożył dymisję. Powrócił na Słowację, gdzie prowadził Duklę Bańska Bystrzyca.
Od 15 czerwca 2007 ponownie trenował zespół z polskiej ekstraklasy. Tego dnia zastąpił Marka Wleciałowskiego na stanowisku szkoleniowca beniaminka ligi Ruchu Chorzów. W sezonie 2007–2008 zajął z nim dziesiąte miejsce w ekstraklasie, najlepsze ze wszystkich drużyn, które awansowały z II ligi. Po czterech kolejkach kolejnych rozgrywek – mimo udanej inauguracji nowego sezonu – otrzymał wymówienie. Nikt z przedstawicieli klubu nie wyjaśnił jej przyczyn.
Następnie, po 12 latach przerwy, powrócił do pracy z drużyną MŠK Žilina.
25 sierpnia 2009 ponownie został trenerem klubu z polskiej ekstraklasy. Zastąpił Jacka Grembockiego na stanowisku szkoleniowca Polonii Warszawa. Jednak niecałe dwa miesiące później został zdymisjonowany. Kiedy odchodził, Polonia zajmowała trzynaste miejsce w lidze.
Od 14 czerwca 2011 do 28 maja 2012 był szkoleniowcem pierwszoligowej Termaliki Bruk-Bet Nieciecza. Wrócił do klubu latem 2013 roku, gdzie zastąpił Kazimierza Moskala.

## Sukcesy szkoleniowe
- wicemistrzostwo Słowacji 1996 z FC Koszyce
- awans na Igrzyska Olimpijskie 2000 oraz IV miejsce na młodzieżowych mistrzostwach Europy 2000 z reprezentacją Słowacji U-21
- III miejsce w lidze słowackiej 2002–2003 ze Slovanem Bratysława
- wicemistrzostwo Polski 2005, Puchar Polski 2005 oraz III runda Pucharu UEFA 2003–2004 z Dyskobolią Grodzisk Wielkopolski
- Trener roku 1999 i 2000 na Słowacji